# The White Lotus
The White Lotus é uma premiada série de televisão antológica de comédia dramática americana criada por Mike White para a HBO. Segue os hóspedes e funcionários da fictícia cadeia de resorts White Lotus, cuja estadia é afetada por suas várias disfunções. A primeira temporada se passa no Havaí, a segunda temporada se passa na Sicília e a terceira na Tailândia.
Concebida como uma série limitada de seis partes, The White Lotus estreou em 11 de julho de 2021, com aclamação da crítica e sucesso de audiência. A primeira temporada foi a série mais premiada no Primetime Emmy Awards de 2022, ganhando dez prêmios nas categorias de séries limitadas, incluindo Melhor Série Limitada ou Antológica, Melhor Roteiro e Melhor Direção para Mike White, Melhor Atriz Coadjuvante para Jennifer Coolidge e Melhor Ator Coadjuvante para Murray Bartlett.
O sucesso levou a HBO a renová-lo como uma série antológica. A segunda temporada estreou em 30 de outubro de 2022. Em 18 de novembro de 2022, a HBO anunciou que renovou para a terceira temporada.
As duas primeiras temporadas acumulam juntas dezenas de indicações e vitórias em diversas premiações, como Globo de Ouro, SAG Awards e Emmy, o que faz da série uma das mais aclamadas e premiadas dos anos recentes.

## Premissa
A série segue os hóspedes da rede de resorts White Lotus, enquanto suas diferenças, complexidades e dramas pessoais mais sombrios emergem nesses viajantes perfeitos, nos funcionários alegres do hotel e no próprio local idílico.

## Elenco

### Temporada 1

#### Principal
- Murray Bartlett como Armond, o gerente do White Lotus e um viciado em drogas em recuperação que está "limpo" há cinco anos[6]
- Connie Britton como Nicole Mossbacher, uma diretora financeira de uma empresa de mecanismo de busca[6]
- Steve Zahn como Mark Mossbacher, o marido de Nicole que está lidando com uma crise de saúde[6]
- Sydney Sweeney como Olivia Mossbacher, a filha irônica de Nicole e Mark, que é uma estudante do segundo ano da faculdade[6]
- Fred Hechinger como Quinn Mossbacher, o filho adolescente socialmente desajeitado e viciado em videogame de Nicole e Mark[6]
- Brittany O'Grady como Paula, a amiga mestiça da faculdade (relativamente) menos privilegiada, mas igualmente ácida, que luta com a riqueza da família de Olivia em contraste com os trabalhadores locais[6]
- Jake Lacy como Shane Patton, marido de Rachel, que é um corretor de imóveis rico e exigente[6]
- Alexandra Daddario como Rachel, uma jornalista recém-casada que faz matérias com clickbait[6]
- Jennifer Coolidge como Tanya McQuoid, uma mulher problemática cuja mãe morreu recentemente que busca paz interior[6]
- Natasha Rothwell como Belinda, a gentil gerente do spa do resort, que desenvolve um relacionamento complicado com Tanya[6]
- Molly Shannon como Kitty Patton, mãe autoritária de Shane, que paga por sua lua de mel e faz uma visita surpresa[7]

#### Recorrente
- Lukas Gage como Dillon, um funcionário da White Lotus que dorme com Armond Kekoa[7]
- Scott Kekumano como Kai, um funcionário nativo havaiano da White Lotus que forma uma conexão com Paula[7]
- Jon Gries como Greg Hunt, um convidado da White Lotus que se conecta com Tanya[7]
- Alec Merlino como Hutch, um garçom no White Lotus[8]

#### Convidado
- Jolene Purdy como Lani, uma novata da White Lotus que disfarça sua gravidez[7]

### Temporada 2

#### Principal
- Sabrina Impacciatore como Valentina, a gerente ardente e exigente da White Lotus na Sicília[7]
- Aubrey Plaza como Harper Spiller, uma advogada certinha, esposa de Ethan[7]
- Theo James como Cameron Sullivan, o marido de Daphne e amigo impetuoso e pomposo de Ethan da faculdade[7]
- Will Sharpe como Ethan Spiller, o marido recém-rico de Harper que recentemente vendeu sua empresa de tecnologia, de férias com Cameron, seu amigo de faculdade[7]
- Meghann Fahy como Daphne Sullivan, a dona de casa e insípida esposa de Cameron[7]
- Jennifer Coolidge como Tanya McQuoid-Hunt, que reprisa seu papel da primeira temporada[7]
- Jon Gries como Greg Hunt, marido de Tanya e reprisando seu papel da primeira temporada
- Michael Imperioli como Dominic Di Grasso, um produtor de Hollywood viajando com seu pai Bert e seu filho Albie[7]
- Adam DiMarco como Albie Di Grasso, o filho gentil e socialmente desajeitado de Dominic, recém-formado em Stanford[7]
- F. Murray Abraham como Bert Di Grasso, o pai mulherengo e idoso de Dominic[7]
- Haley Lu Richardson como Portia, jovem assistente de Tanya que ela traz para suas férias, para o grande aborrecimento de Greg[7]
- Simona Tabasco como Lucia, uma prostituta local[7]
- Beatrice Grannò como Mia, uma garota local, amiga de Lucia e uma aspirante a cantora que inicialmente resiste às tentativas de Lucia de atraí-la para o trabalho sexual[7]
- Tom Hollander como Quentin, um expatriado britânico viajando com seus amigos e sobrinho[7]
- Leo Woodall como Jack, um hóspede do White Lotus[7]

#### Convidado
- Kara Kay como hospede na espreguiçadeira de praia[9]
- Angelina Keeley como hospede na espreguiçadeira de praia[9]
- Federico Ferrante como Rocco, funcionário da White Lotus[9]
- Eleonora Romandini como Isabella, recepcionista do White Lotus[9]
- Federico Scribiani como Giuseppe, o cantor de salão e pianista no White Lotus[9]
- Laura Dern (voz) como Abby, ex-esposa de Dominic[9]

### Temporada 3

#### Principal
- Leslie Bibb como Kate[10]
- Carrie Coon como Laurie[10]
- Walton Goggins como Rick Hatchett[10]

- Sarah Catherine Hook como Piper Ratliff[10]
- Jason Isaacs como Timothy Ratliff[10]
- Lalisa Manobal como Mook[10]
- Michelle Monaghan como Jaclyn Lemon[10]
- Sam Nivola como Lochlan Ratliff[10]
- Lek Patravadi como Sritala Hollinger[10]
- Parker Posey como Victoria Ratliff[10]
- Natasha Rothwell como Belinda Lindsey[10]
- Patrick Schwarzenegger como Saxon Ratliff[10]
- Tayme Thapthimthong como Gaitok[10]
- Aimee Lou Wood como Chelsea[10]

#### Convidado
- Nicholas Duvernay como Zion Lindsey
- Arnas Fedaravičius como Valentin
- Christian Friedel como Fabian
- Scott Glenn como Jim Hollinger
- Dom Hetrakul como Pornchai
- Charlotte Le Bon como Chloe
- Morgana O'Reilly como Pam
- Shalini Peiris como Amrita

## Episódios
| Temporada | Temporada | Episódios | Episódios | Originalmente exibido   | Originalmente exibido  |
| Temporada | Temporada | Episódios | Episódios | Estreia da temporada    | Final da temporada     |
| --------- | --------- | --------- | --------- | ----------------------- | ---------------------- |
|           | 1         | 6         | 6         | 11 de julho de 2021     | 15 de agosto de 2021   |
|           | 2         | 7         | 7         | 30 de outubro de 2022   | 11 de dezembro de 2022 |
|           | 3         | 8         | 8         | 16 de fevereiro de 2025 | 6 de abril de 2025     |

### Temporada 1: Hawaii (2021)
| N.º geral | N.º na temp. | Título original      | Dirigido por | Escrito por | Exibição original    | Audiência (milhões) |
| --------- | ------------ | -------------------- | ------------ | ----------- | -------------------- | ------------------- |
| 1         | 1            | "Arrivals"           | Mike White   | Mike White  | 11 de julho de 2021  | 0,420               |
| 2         | 2            | "New Day"            | Mike White   | Mike White  | 18 de julho de 2021  | 0,459               |
| 3         | 3            | "Mysterious Monkeys" | Mike White   | Mike White  | 25 de julho de 2021  | 0,478               |
| 4         | 4            | "Recentering"        | Mike White   | Mike White  | 1 de agosto de 2021  | 0,515               |
| 5         | 5            | "The Lotus-Eaters"   | Mike White   | Mike White  | 8 de agosto de 2021  | 0,541               |
| 6         | 6            | "Departures"         | Mike White   | Mike White  | 15 de agosto de 2021 | 0,850               |

### Temporada 2: Sicily (2022)
| N.º geral | N.º na temp. | Título original  | Dirigido por | Escrito por | Exibição original      | Audiência (milhões) |
| --------- | ------------ | ---------------- | ------------ | ----------- | ---------------------- | ------------------- |
| 7         | 1            | "Ciao"           | Mike White   | Mike White  | 30 de outubro de 2022  | 0.460               |
| 8         | 2            | "Italian Dream"  | Mike White   | Mike White  | 6 de novembro de 2022  | 0.421               |
| 9         | 3            | "Bull Elephants" | Mike White   | Mike White  | 13 de novembro de 2022 | 0.474               |
| 10        | 4            | "In the Sandbox" | Mike White   | Mike White  | 20 de novembro de 2022 | 0.416               |
| 11        | 5            | "That's Amore"   | Mike White   | Mike White  | 27 de novembro de 2022 | ASD                 |
| 12        | 6            | "Abductions"     | Mike White   | Mike White  | 4 de dezembro de 2022  | ASD                 |
| 13        | 7            | "Byg"            | Mike White   | Mike White  | 11 de dezembro de 2022 | ASD                 |

### Temporada 3: Thailand (2025)
| N.º geral | N.º na temp. | Título original           | Dirigido por | Escrito por | Exibição original       | Audiência (milhões) |
| --------- | ------------ | ------------------------- | ------------ | ----------- | ----------------------- | ------------------- |
| 14        | 1            | "Same Spirits, New Forms" | Mike White   | Mike White  | 16 de fevereiro de 2025 | ASD                 |
| 15        | 2            | "Special Treatments"      | Mike White   | Mike White  | 23 de fevereiro de 2025 | ASD                 |
| 16        | 3            | "The Meaning of Dreams"   | Mike White   | Mike White  | 2 de março de 2025      | ASD                 |
| 17        | 4            | "Hide or Seek"            | Mike White   | Mike White  | 9 de março de 2025      | ASD                 |
| 18        | 5            | "Full-Moon Party"         | Mike White   | Mike White  | 16 de março de 2025     | ASD                 |
| 19        | 6            | "Denials"                 | Mike White   | Mike White  | 23 de março de 2025     | ASD                 |
| 20        | 7            | "Killer Instincts"        | Mike White   | Mike White  | 30 de março de 2025     | ASD                 |
| 21        | 8            | "Amor Fati"               | Mike White   | Mike White  | 6 de abril de 2025      | ASD                 |

## Produção

### Desenvolvimento
Em 19 de outubro de 2020, a HBO deu ao The White Lotus um pedido de série limitada que consistia em seis episódios. A série foi criada, escrita e dirigida por Mike White. White também atua como produtor executivo ao lado de David Bernad e Nick Hall. Em uma entrevista com Ben Travers do IndieWire no ATX Television Festival 2021, White explicou sua inspiração criativa para a primeira temporada. Ele desejava explorar a questão de "como o dinheiro pode perverter até mesmo nossos relacionamentos mais íntimos", examinar a "ética das férias na realidade de outras pessoas" e apresentar a experiência "de carne e osso" de ser dominado pela dinâmica de poder das "guerras culturais de hoje." Cristobal Tapia de Veer é o compositor da série e Ben Kutchins foi escolhido para dirigir a fotografia. Em 10 de agosto de 2021, a HBO renovou a série para uma segunda temporada, que consiste em sete episódios e é intitulada The White Lotus: Sicily. Para a segunda temporada, Kim Neundorf serviu como compositor adicional. Em 18 de novembro de 2022, a HBO renovou a série para uma terceira temporada.

### Elenco
Após o anúncio do pedido da série limitada, Murray Bartlett, Connie Britton, Jennifer Coolidge, Alexandra Daddario, Fred Hechinger, Jake Lacy, Brittany O'Grady, Natasha Rothwell, Sydney Sweeney e Steve Zahn foram escalados para estrelar. Em 30 de outubro de 2020, Molly Shannon, Jon Gries, Jolene Purdy, Kekoa Kekumano e Lukas Gage se juntaram ao elenco em papéis recorrentes. Alec Merlino, que foi um concorrente em Survivor: David vs. Goliath com Mike White, foi escalado como garçom.
Após o anúncio da renovação da segunda temporada, foi relatado que um elenco predominantemente novo de personagens seria escalado e focado em outra propriedade da White Lotus para a segunda temporada, embora Mike White tenha declarado que havia uma possibilidade de alguns membros do elenco da primeira temporada retornar como seus personagens. Em 15 de outubro de 2021, foi relatado que Coolidge retornaria. Em janeiro de 2022, foi anunciado que Michael Imperioli, Aubrey Plaza, F. Murray Abraham, Adam DiMarco, Tom Hollander e Haley Lu Richardson foram escalados para estrelar a segunda temporada. Em fevereiro de 2022, Theo James, Meghann Fahy e Will Sharpe se juntaram ao elenco, enquanto Leo Woodall foi escalado para um papel recorrente. Em março de 2022, Beatrice Grannó, Sabrina Impacciatore e Simona Tabasco se juntaram ao elenco principal. A segunda temporada apresenta Kara Kay e Angelina Keeley, concorrentes de White em Survivor: David vs. Goliath, como convidadas especiais. Após o anúncio da renovação da terceira temporada, foi relatado que haverá um novo elenco de personagens em outro resort da White Lotus.

### Filmagens
A fotografia principal da série começou em outubro de 2020 no Havaí sob as diretrizes da pandemia de COVID-19. Em 21 de novembro de 2020, foi relatado que a série estava na metade das filmagens no Four Seasons Resort Maui em Wailea e estava programada para filmar em dezembro em locais ao redor de Maui. Em 20 de janeiro de 2022, foi anunciado que a segunda temporada seria filmada no Four Seasons San Domenico Palace em Taormina, Sicília, Itália. Em 28 de fevereiro de 2022, a HBO confirmou que a produção havia começado lá.

## Lançamento
A série estreou em 11 de julho de 2021, na HBO e HBO Max. No Reino Unido e na República da Irlanda, a série estreou na Sky Atlantic em 16 de agosto de 2021. A segunda temporada estreou em 30 de outubro de 2022.

## Recepção

### Crítica
The White Lotus recebeu elogios da crítica. Para a primeira temporada, o agregador de críticas Rotten Tomatoes relatou um índice de aprovação de 89% com base em 95 críticas, com uma classificação média de 8,4/10. O consenso dos críticos do site diz: "Embora suas verdadeiras intenções possam ficar um pouco obscuras, vistas deslumbrantes, drama sinuoso e um elenco perfeito fazem de The White Lotus um destino de visualização atraente - embora desconfortável." No Metacritic, a temporada tem uma nota de 82 em 100 com base em 39 críticos, indicando "aclamação universal".
Matthew Jacobs, do TV Guide, avaliou com 4,5 de 5 e escreveu que é "algum dos melhores programas de televisão do ano até agora." Alan Sepinwall, da Rolling Stone, classificou-o com 3,5 de 5 estrelas e o chamou de "frequentemente desconfortável, às vezes poético, ocasionalmente hilário e profundamente idiossincrático por toda parte".
Para a segunda temporada, o Rotten Tomatoes relatou um índice de aprovação de 89% com uma pontuação média de 7,8/10, com base em 82 avaliações. O consenso dos críticos do site afirma: "Trocando suas armadilhas tropicais para o euro chique, concentrando-se principalmente na influência corrosiva do desejo carnal, The White Lotus continua sendo um biscoito cheio de arsênico que desce suavemente". No Metacritic tem uma nota de 81 em 100 com base em 40 críticos, indicando "aclamação universal".
João da Paz, do site Diário de Séries, destacou como a segunda temporada de The White Lotus funcionou bem dentro do modelo de episódios lançados semanalmente: "Durante mais de 60 dias, a minissérie não saiu das manchetes de sites de entretenimento e dos assuntos mais comentados nas redes sociais. Mérito para o desenvolvimento da história, que gradativamente foi soltando pistas sobre elementos cruciais da trama, gerando todo tipo de debate e teoria, sendo assim um exemplo de como uma série deve ser montada."

### Audiência

#### Temporada 1
| Nº | Título               | Exibição             | Rating (18–49) | Audência (milhões) | DVR (18–49) | Audiência DVR (milhões) | Total (18–49) | Audiência total (milhões) |
| -- | -------------------- | -------------------- | -------------- | ------------------ | ----------- | ----------------------- | ------------- | ------------------------- |
| 1  | "Arrivals"           | 11 de julho de 2021  | 0.08           | 0.420              | 0.04        | 0.198                   | 0.12          | 0.618                     |
| 2  | "New Day"            | 18 de julho de 2021  | 0.06           | 0.459              | 0.06        | 0.298                   | 0.12          | 0.757                     |
| 3  | "Mysterious Monkeys" | 25 de julho de 2021  | 0.11           | 0.478              | 0.08        | 0.392                   | 0.19          | 0.870                     |
| 4  | "Recentering"        | 1 de agosto de 2021  | 0.14           | 0.515              | —           | —                       | —             | —                         |
| 5  | "The Lotus-Eaters"   | 8 de agosto de 2021  | 0.11           | 0.541              | —           | —                       | —             | —                         |
| 6  | "Departures"         | 15 de agosto de 2021 | 0.17           | 0.850              | 0.06        | 0.349                   | 0.23          | 1.199                     |

#### Temporada 2
| Nº | Título           | Exibição               | Rating (18–49) | Audiência (milhões) | DVR (18–49)     | Audiência DVR (milhões) | Total (18–49)   | Audiência total (milhões) |
| -- | ---------------- | ---------------------- | -------------- | ------------------- | --------------- | ----------------------- | --------------- | ------------------------- |
| 1  | "Ciao"           | 30 de outubro de 2022  | 0.06           | 0.460               | a ser divulgado | a ser divulgado         | a ser divulgado | a ser divulgado           |
| 2  | "Italian Dream"  | 6 de novembro de 2022  | 0.08           | 0.421               | a ser divulgado | a ser divulgado         | a ser divulgado | a ser divulgado           |
| 3  | "Bull Elephants" | 13 de novembro de 2022 | 0.06           | 0.474               | a ser divulgado | a ser divulgado         | a ser divulgado | a ser divulgado           |
| 4  | "In the Sandbox" | 20 de novembro de 2022 | 0.07           | 0.416               | a ser divulgado | a ser divulgado         | a ser divulgado | a ser divulgado           |

### Prêmios
| Ano  | Premiação                                | Categoria                                                                              | Nomeado(s)                                                                                            | Resulto  |
| ---- | ---------------------------------------- | -------------------------------------------------------------------------------------- | --- | -------- |
| 2022 | AACTA International Awards               | Melhor Série de Comédia                                                                | The White Lotus                                                                                       | Venceu   |
| 2022 | AACTA International Awards               | Melhor Ator em Série                                                                   | Murray Bartlett                                                                                       | Venceu   |
| 2022 | AACTA International Awards               | Melhor Atriz em Série                                                                  | Jennifer Coolidge                                                                                     | Indicado |
| 2022 | American Cinema Editors Awards           | Melhor Edição em Série Limitada                                                        | Heather Persons (por "Mysterious Monkeys")                                                            | Indicado |
| 2022 | American Cinema Editors Awards           | Melhor Edição em Série Limitada                                                        | John M. Valerio (por "Departures")                                                                    | Indicado |
| 2022 | Art Directors Guild Awards               | Excelência em Design de Produção para um Filme de Televisão ou Série Limitada          | Laura Fox                                                                                             | Indicado |
| 2022 | Cinema Audio Society Awards              | Mixagem de Som para Série de Televisão – Uma Hora                                      | Walter Anderson, Christian Minkler, Ryan Collins, Jeffrey Roy e Randy Wilson (por "The Lotus Eaters") | Indicado |
| 2022 | Critics' Choice Television Awards        | Melhor Ator Coadjuvante em Série Limitada ou Filme Feito para a Televisão              | Murray Bartlett                                                                                       | Venceu   |
| 2022 | Critics' Choice Television Awards        | Melhor Atriz Coadjuvante em Série Limitada ou Filme Feito para a Televisão             | Jennifer Coolidge                                                                                     | Venceu   |
| 2022 | Directors Guild of America Awards        | Direção em Série de Comédia                                                            | Mike White (por "Mysterious Monkeys")                                                                 | Indicado |
| 2022 | GLAAD Media Awards                       | Melhor Série Limitada ou Antológica                                                    | The White Lotus                                                                                       | Indicado |
| 2022 | Golden Globe Awards                      | Melhor Atriz Coadjuvante em Séries, Minissérie ou Filme de Televisão                   | Jennifer Coolidge                                                                                     | Indicado |
| 2022 | Golden Reel Awards                       | Edição de Som – Série Limitada ou Antológica                                           | Kathryn Madsen, Paul Hammond, Mark Allen, Stefan Fraticelli e Mikael Sandgren                         | Indicado |
| 2022 | Hollywood Critics Association TV Awards  | Melhor Série Limitada ou Antológica de TV Aberta ou TV a Cabo                          | The White Lotus                                                                                       | Venceu   |
| 2022 | Hollywood Critics Association TV Awards  | Melhor Ator Coadjuvante em Série Limite ou Antológica de TV Aberta ou TV a Cabo        | Murray Bartlett                                                                                       | Venceu   |
| 2022 | Hollywood Critics Association TV Awards  | Melhor Ator Coadjuvante em Série Limite ou Antológica de TV Aberta ou TV a Cabo        | Steve Zahn                                                                                            | Indicado |
| 2022 | Hollywood Critics Association TV Awards  | Melhor Atriz Coadjuvante em Série Limite ou Antológica de TV Aberta ou TV a Cabo       | Connie Britton                                                                                        | Indicado |
| 2022 | Hollywood Critics Association TV Awards  | Melhor Atriz Coadjuvante em Série Limite ou Antológica de TV Aberta ou TV a Cabo       | Jennifer Coolidge                                                                                     | Venceu   |
| 2022 | Hollywood Critics Association TV Awards  | Melhor Atriz Coadjuvante em Série Limite ou Antológica de TV Aberta ou TV a Cabo       | Alexandra Daddario                                                                                    | Indicado |
| 2022 | Hollywood Critics Association TV Awards  | Melhor Atriz Coadjuvante em Série Limite ou Antológica de TV Aberta ou TV a Cabo       | Sydney Sweeney                                                                                        | Indicado |
| 2022 | Hollywood Critics Association TV Awards  | Melhor Direção em Série Limite ou Antológica de TV Aberta ou TV a Cabo                 | Mike White (por "Mysterious Monkeys")                                                                 | Venceu   |
| 2022 | Hollywood Critics Association TV Awards  | Melhor Roteiro em Série Limite ou Antológica de TV Aberta ou TV a Cabo                 | Mike White (por "Mysterious Monkeys")                                                                 | Venceu   |
| 2022 | Independent Spirit Awards                | Melhor Atuação Masculina em Nova Série Roteirizada                                     | Murray Bartlett                                                                                       | Indicado |
| 2022 | NAACP Image Awards                       | Melhor Atriz Coadjuvante em Filme de Televisão, Série Limitada, ou Especial Dramático  | Natasha Rothwell                                                                                      | Indicado |
| 2022 | Primetime Emmy Awards                    | Melhor Série Limitada ou Antológica                                                    | Mike White, David Bernad, Nick Hall e Mark Kamine                                                     | Venceu   |
| 2022 | Primetime Emmy Awards                    | Melhor Ator Coadjuvante em Série Limitada ou Antológica ou Filme                       | Murray Bartlett                                                                                       | Venceu   |
| 2022 | Primetime Emmy Awards                    | Melhor Ator Coadjuvante em Série Limitada ou Antológica ou Filme                       | Jake Lacy                                                                                             | Indicado |
| 2022 | Primetime Emmy Awards                    | Melhor Ator Coadjuvante em Série Limitada ou Antológica ou Filme                       | Steve Zahn                                                                                            | Indicado |
| 2022 | Primetime Emmy Awards                    | Melhor Atriz Coadjuvante em Série Limitada ou Antológica ou Filme                      | Connie Britton                                                                                        | Indicado |
| 2022 | Primetime Emmy Awards                    | Melhor Atriz Coadjuvante em Série Limitada ou Antológica ou Filme                      | Jennifer Coolidge                                                                                     | Venceu   |
| 2022 | Primetime Emmy Awards                    | Melhor Atriz Coadjuvante em Série Limitada ou Antológica ou Filme                      | Alexandra Daddario                                                                                    | Indicado |
| 2022 | Primetime Emmy Awards                    | Melhor Atriz Coadjuvante em Série Limitada ou Antológica ou Filme                      | Natasha Rothwell                                                                                      | Indicado |
| 2022 | Primetime Emmy Awards                    | Melhor Atriz Coadjuvante em Série Limitada ou Antológica ou Filme                      | Sydney Sweeney                                                                                        | Indicado |
| 2022 | Primetime Emmy Awards                    | Melhor Direção em Série Limitada ou Antológica ou Filme                                | Mike White                                                                                            | Venceu   |
| 2022 | Primetime Emmy Awards                    | Melhor Roteiro em Série Limitada ou Antológica ou Filme                                | Mike White                                                                                            | Venceu   |
| 2022 | Primetime Creative Arts Emmy Awards      | Melhor Elenco em Série Limitada ou Antológica ou Filme                                 | Meredith Tucker e Katie Doyle                                                                         | Venceu   |
| 2022 | Primetime Creative Arts Emmy Awards      | Melhores Figurinos Contemporâneos                                                      | Alex Bovaird, Brian Sprouse e Eileen Stroup (por "Arrivals")                                          | Indicado |
| 2022 | Primetime Creative Arts Emmy Awards      | Melhor Composição Musical para Série Limitada ou Antológica, Filme ou Especial         | Cristobal Tapia de Veer (por "Mysterious Monkeys")                                                    | Venceu   |
| 2022 | Primetime Creative Arts Emmy Awards      | Melhor Música Tema de Abertura Original                                                | Cristobal Tapia de Veer                                                                               | Venceu   |
| 2022 | Primetime Creative Arts Emmy Awards      | Melhor Supervisão Musical                                                              | Janet Lopez (por "Departures")                                                                        | Indicado |
| 2022 | Primetime Creative Arts Emmy Awards      | Melhor Design de Produção para um Programa Narrativa Contemporânea (Uma Hora ou Mais)  | Laura Fox, Charles Varga e Jennifer Lukehart                                                          | Indicado |
| 2022 | Primetime Creative Arts Emmy Awards      | Melhor Edição de Imagem de Câmera Única para uma Série Limitada ou Antológica ou Filme | John M. Valerio (por "Departures")                                                                    | Venceu   |
| 2022 | Primetime Creative Arts Emmy Awards      | Melhor Edição de Imagem de Câmera Única para uma Série Limitada ou Antológica ou Filme | Heather Persons (por "Mysterious Monkeys")                                                            | Indicado |
| 2022 | Primetime Creative Arts Emmy Awards      | Melhor Mixagem de Som para Série Limitada ou Antológica ou Filme                       | Christian Minkler, Ryan Collins, Walter Anderson e Jeffrey Roy (por "Departures")                     | Venceu   |
| 2022 | Producers Guild of America Awards        | Melhor Produtor de Série Limitada ou Antológica                                        | The White Lotus                                                                                       | Indicado |
| 2022 | Screen Actors Guild Awards               | Melhor Atuação Masculina em uma Minissérie ou Filme de Televisão                       | Murray Bartlett                                                                                       | Indicado |
| 2022 | Screen Actors Guild Awards               | Melhor Atuação Feminina em uma Minissérie ou Filme de Televisão                        | Jennifer Coolidge                                                                                     | Indicado |
| 2022 | Set Decorators Society of America Awards | Melhor Decoração/Design de Série Contemporânea de Uma Hora                             | Jennifer Lukehart e Laura Fox                                                                         | Indicado |
| 2022 | Society of Composers & Lyricists Awards  | Melhor Trilha Sonora Original para uma Produção de Televisão                           | Cristobal Tapia de Veer                                                                               | Venceu   |
| 2022 | Television Critics Association Awards    | Programa do Ano                                                                        | The White Lotus                                                                                       | Indicado |
| 2022 | Television Critics Association Awards    | Melhor Novo Programa                                                                   | The White Lotus                                                                                       | Indicado |
| 2022 | Writers Guild of America Awards          | Original em Formato Longo                                                              | Mike White                                                                                            | Indicado |